# McKenzie Long
McKenzie Long, född 11 juli 2000, är en amerikansk friidrottare som tävlar i kortdistanslöpning.
Long kom på en tredje plats på 200 meter vid de amerikanska OS-uttagningarna och kommer att representera USA  vid OS 2024.